# Maria Rooth
Maria Elisabeth Rooth (* 2. November 1979 in Ängelholm) ist eine ehemalige schwedische Eishockeyspielerin, die bis 2010 für den AIK Solna in der höchsten schwedischen Spielklasse, der Riksserien, spielte.

## Karriere
Bei den Olympischen Winterspielen 2002 in Salt Lake City gewann sie mit der schwedischen Frauen-Nationalmannschaft die Bronzemedaille, vier Jahre später bei den Spielen in Turin die Silbermedaille.
Beim nicht erwarteten Halbfinalsieg gegen die US-Amerikanerinnen hatte sie mit zwei Toren in der regulären Spielzeit maßgeblichen Anteil. Am Ende der Spiele war sie mit insgesamt neun Scorerpunkten die punktbeste Europäerin und nicht-kanadische Spielerin.
Insgesamt erzielte sie 105 Tore in 265 Länderspielen für die Damkronora.
Im Jahr 2005 wurde ihre Trikotnummer #27 an der University of Minnesota Duluth gesperrt, wobei sie die erste Frau war, der im US-amerikanischen College-Eishockey diese Ehre zuteilwurde. In der Saison 2010/11 war sie Assistenztrainerin der University of Minnesota Duluth.
2015 wurde Rooth mit der Aufnahme in die IIHF Hall of Fame und die schwedische Eishockey-Ruhmeshalle geehrt.

## Erfolge und Auszeichnungen
| - 2005 Årets hockeytjej - 2005 Schwedischer Meister mit Mälarhöjden/Bredäng Hockey - 2006 Schwedischer Meister mit Mälarhöjden/Bredäng Hockey - 2006 IIHF-European-Women-Champions-Cup-Gewinn mit dem AIK Solna - 2007 Schwedischer Meister mit dem AIK Solna | - 2008 IIHF-European-Women-Champions-Cup-Gewinn mit dem AIK Solna - 2009 Schwedischer Meister mit dem AIK Solna - 2015 Aufnahme in die IIHF Hall of Fame - 2015 Aufnahme in die Schwedische Eishockey-Ruhmeshalle (an 102. Stelle) |

### NCAA
| - 2000 WCHA First All-Star Team - 2001 NCAA-Division-I-Championship mit der University of Minnesota Duluth - 2001 WCHA First All-Star Team - 2001 WCHA All-Academic Team - 2001 All-American First Team - 2002 NCAA-Division-I-Championship mit der University of Minnesota Duluth - 2002 WCHA First All-Star Team | - 2002 WCHA All-Academic Team - 2002 All-American First Team - 2002 Most Outstanding Player des NCAA-Frozen-Four - 2003 NCAA-Division-I-Championship mit der University of Minnesota Duluth - 2003 WCHA Second All-Star Team - 2003 WCHA All-Academic Team - 2003 All-American Second Team |

### International
| - 1996 Goldmedaille bei der Europameisterschaft - 2002 Bronzemedaille bei den Olympischen Winterspielen - 2005 Bronzemedaille bei der Weltmeisterschaft - 2005 All-Star-Team der Weltmeisterschaft | - 2006 Silbermedaille bei den Olympischen Winterspielen - 2006 All-Star-Team bei den Olympischen Winterspielen - 2007 Bronzemedaille bei der Weltmeisterschaft |

## Karrierestatistik

### International
(Legende zur Spielerstatistik: Sp oder GP = absolvierte Spiele; T oder G = erzielte Tore; V oder A = erzielte Assists; Pkt oder Pts = erzielte Scorerpunkte; SM oder PIM = erhaltene Strafminuten; +/− = Plus/Minus-Bilanz; PP = erzielte Überzahltore; SH = erzielte Unterzahltore; GW = erzielte Siegtore; 1 Play-downs/Relegation; Kursiv: Statistik nicht vollständig)